# Normes en management de projet, programme et portefeuille
Le management de projet, de programme ou de portefeuille [de projets et programmes] fait l’objet de documents normatifs génériques ou sectoriels élaborés dans le cadre de commissions internationales et/ou nationales.
L’objet de cet article est de présenter les documents normatifs élaborés par le Comité Technique 258 de l’ISO et la Commission 620 de l’AFNOR et publiés en langue française.
Y sont aussi référencés des documents normatifs nationaux tels que ANSI (United States of America), AS (Australie), BSI (Royaume-Uni), DIN (Allemagne), IEC (Canada), JSA (Japon), NEN (Pays-Bas).
Trois stades des normes répertoriées ici sont précisés : publiée, en cours d’actualisation, en cours de création.

## Normes ISO
ISO 10006 « Lignes directrices pour le management de la qualité dans les projets ». Cette norme décrit les processus nécessaires à l’application des principes de la qualité dans les projets et programmes (publiée en novembre 2017).
ISO 21500 « Lignes directrices sur le management de projet » (publiée en septembre 2012, en cours d’actualisation).
ISO 21503 « Management de projets, programmes et portefeuilles – Recommandations pour le management de programme ». Cette norme précise les concepts de programme et de management de programme, donne les prérequis nécessaires à la mise en place d’un management de programme et précise les processus à mettre en place pour bien manager des programmes (publiée).
ISO 21504 « Management de projets, programmes et portefeuilles – Recommandations pour le management de portefeuilles » (publiée en juillet 2015).
ISO 21505 « Management de projets, programmes et portefeuilles – Recommandations pour la gouvernance ». Cette norme décrit le contexte et fournit des recommandations reflétant les pratiques actuelles concernant le cadre et les principes de gouvernance des projets, programmes et portefeuilles (de l'avant-projet jusqu'aux évaluations après la fin du projet) (publiée).
ISO 21508 « Management de projets, programmes et portefeuilles – Management de la valeur acquise (Earned Value Management - EVM) en management de projet et de programme ». Cette norme précise l’intérêt de mettre en place un système de management basé sur la valeur acquise et en précise les différentes étapes (en création).
ISO 21511 « Management de projets, programmes et portefeuilles – Organigramme des Tâches en management de projet et de programme ». Cette norme a pour but de compléter l’ISO 21500 «Lignes directrices sur le management de projet», et l’ISO 21503 « Recommandations pour le management de programme », en indiquant des lignes directrices et les meilleures pratiques pour l’élaboration et la mise en œuvre d’un organigramme des tâches (en création).
Nota bene : les normes ISO sont publiées en France sous les références NF (ex.: NF ISO 21500).

## Normes françaises
NF X50-115 « Management de projet, programme et portefeuille » (publiée en décembre 2017).
FD  X50-116 « Management de projet: management par projets. Présentation et recommandations de mise en œuvre » (publiée en décembre 2003).
FD X50-117 « Management de projet: gestion du risque. Management des risques d’un projet » (publiée en avril 2003).
NF X50-119 « Intégration du management de projet et de programme dans l’organisme ». Cette norme décrit les enjeux pour l’organisme d’une bonne intégration du management de projet et de programme dans son propre management, les caractéristiques d’un organisme qui a réussi cette intégration, les solutions d’organisation possibles et les pistes d’amélioration de cette intégration (en cours d’élaboration).
FD X50-137 « Management de projet: management des coûts » (publiée en avril 2006).
FD X50-138 « Management de projet: management des délais. Organisation, planification, coordination » (publiée en avril 2006).

## Quelques autres normes nationales
ANSI (United States of America) ANSI/PMI-99-001-2017 (première version publiée en 1999, dernière mise à jour en 2017)
AS (Australie)
BSI (Royaume-Uni)
DIN (Allemagne):
DIN 69901-1 « Projektmanagement - Projektmanagementsysteme - Teil 1: Grundlagen » (publiée en janvier 2009).
DIN 69901-2 « Projektmanagement - Projektmanagementsysteme - Teil 2: Prozesse, Prozessmodell » (publiée en janvier 2009).
DIN 69901-3 « Projektmanagement - Projektmanagementsysteme - Teil 3: Methoden » (publiée en janvier 2009).
DIN 69901-4 « Projektmanagement - Projektmanagementsysteme - Teil 4: Daten, Datenmodell » (publiée en janvier 2009).
DIN 69901-5 « Projektmanagement - Projektmanagementsysteme - Teil 5: Begriffe » (publiée en janvier 2009).
DIN 69909-1 « Multiprojektmanagement - Management von Projektportfolios, Programmen und Projekten - Teil 1: Grundlagen » (publiée en mars 2013).
DIN 69909-2 « Multiprojektmanagement - Management von Projektportfolios, Programmen und Projekten - Teil 2: Prozesse, Prozessmodell » (publiée en mars 2013).
DIN 69909-3 « Multiprojektmanagement - Management von Projektportfolios, Programmen und Projekten - Teil 3: Methoden » (publiée en novembre 2015).
DIN 69909-4 « Multiprojektmanagement - Management von Projektportfolios, Programmen und Projekten - Teil 4: Rollen » (publiée en mars 2013).
IEC (Canada) :
IEC 62198 « Managing risk in projects – Application guide-lines » (remarque : norme publiée dans le cadre de l’accréditation du CCN - Conseil Canadien des Normes / SCC - Standards Council of Canada) (publiée en novembre 2013).
JSA (Japon)
NEN (Pays-Bas)

## Quelques standards de fait
PMBOK est un référentiel établi par une association professionnelle internationale d'origine américaine, le « Project Management Institute » auquel l'organisme de normalisation américain, l'ANSI a délégué la normalisation de la gestion de projets pour les Etats-Unis. La norme ANSI est un sous-ensemble du PMBOK (partie 2 de l'ouvrage).  Ce référentiel s'est ainsi établi comme standard de fait.
PRINCE2 est un référentiel établi à l'origine par le gouvernement britannique pour ses projets.  Il s'est établi comme un standard de fait.
PM² est un référentiel établi à l'origine par la Commission Européenne.  Il a été mis à disposition libre du public en 2016 dans le but de promouvoir la gestion de projet au niveau européen. 